# سیارک ۱۵۸۷
سیارک ۱۵۸۷ (به انگلیسی: 1587 Kahrstedt، نامگذاری:1933FS1) هزار و پانصد و هشتاد و هفتمین سیارک کشف شده‌است که در ۲۵ مارس ۱۹۳۳ و در هایدلبرگ کشف شد.
قدر مطلق سیارک برابر ۱۱٫۲۰ است.